# سیارک ۷۸۰۱
سیارک ۷۸۰۱ (به انگلیسی: 7801 Goretti، نامگذاری:1996GG2) هفت هزار و هشتصد و یکمین سیارک کشف شده‌است که در ۱۲ آوریل ۱۹۹۶ کشف شد.
قدر مطلق سیارک برابر ۱۴٫۴۰ است.